# Xã Ottawa, Quận Putnam, Ohio
Xã Ottawa (tiếng Anh: Ottawa Township) là một xã thuộc quận Putnam, tiểu bang Ohio, Hoa Kỳ. Năm 2010, dân số của xã này là 7.845 người.